# AOK Baden-Württemberg
Die AOK Baden-Württemberg ist ein Träger der gesetzlichen Krankenversicherung aus der Gruppe der Allgemeinen Ortskrankenkassen für Baden-Württemberg mit Sitz in Stuttgart. Sie ist mit über 4,6 Mio. Versicherten die fünftgrößte gesetzliche Krankenkasse Deutschlands und die größte in Baden-Württemberg. Sie ist aufgeteilt in 14 Bezirksdirektionen und beschäftigt zusammen mit der Hauptverwaltung in Stuttgart über 10.500 Mitarbeiter. Das Haushaltsvolumen beträgt ca. 21 Mrd. Euro.

## Finanzen

### Beitragssätze
Seit 1. Januar 2009 werden die Beitragssätze vom Gesetzgeber einheitlich vorgegeben. Aktuell beträgt der allgemeine Beitragssatz (für krankengeldberechtigte Mitglieder und Rentner) zur Krankenversicherung 14,6 Prozent. Mitglieder ohne Krankengeldanspruch zahlen grundsätzlich den ermäßigten Beitragssatz in Höhe von 14,0 Prozent. Beide Beitragssätze sind bei allen gesetzlichen Krankenkassen gleich.
Die AOK Baden-Württemberg erhob bis 31. Dezember 2014 keinen einkommensunabhängigen kassenindividuellen Zusatzbeitrag. Seit 1. Januar 2015 erhebt sie einen einkommensabhängigen Zusatzbeitrag, seit 2025 von 2,6 Prozent.

### Haushalt Krankenversicherung (ohne Pflegeversicherung)
Die AOK Baden-Württemberg hatte im Jahr 2020 insgesamt Einnahmen in Höhe von 15.354 Mio. Euro. Je Versicherten entspricht das Einnahmen in Höhe von 3.399 Euro.
| Leistungsart                                                  | Anteil an den Leistungsausgaben | absolut (in Mio. Euro) | Veränderung zum Vorjahr | je Versicherter (in Euro) |
| ------------------------------------------------------------- | ------------------------------- | ---------------------- | ----------------------- | ------------------------- |
| Krankenhausbehandlung                                         | 30,8 %                          | 4.712                  | +5,4 %                  | 1.043                     |
| Ärztliche Behandlung                                          | 17,8 %                          | 2.723                  | +9,0 %                  | 603                       |
| Arzneimittel                                                  | 15,7 %                          | 2.406                  | +3,6 %                  | 533                       |
| Krankengeld                                                   | 6,1 %                           | 931                    | +9,4 %                  | 206                       |
| Zahnärztliche Behandlung (ohne Zahnersatz)                    | 4,6 %                           | 701                    | +2,9 %                  | 155                       |
| Hilfsmittel                                                   | 3,4 %                           | 523                    | +2,2 %                  | 116                       |
| Heilmittel                                                    | 3,0 %                           | 460                    | -3,0 %                  | 102                       |
| Behandlungspflege und Häusliche Krankenpflege                 | 2,7 %                           | 415                    | +5,6 %                  | 92                        |
| Fahrkosten                                                    | 2,7 %                           | 456                    | +14,5 %                 | 101                       |
| Vorsorge- und Rehabilitationsleistungen                       | 1,4 %                           | 219                    | -19,6 %                 | 48                        |
| Sonstige Leistungsausgaben                                    | 1,8 %                           | 279                    | -3,4 %                  | 62                        |
| Zahnersatz                                                    | 1,1 %                           | 172                    | -6,6 %                  | 38                        |
| Dialyse                                                       | 1,0 %                           | 149                    | +1,8 %                  | 33                        |
| Früherkennungsmaßnahmen                                       | 1,0 %                           | 157                    | -0,8 %                  | 35                        |
| Schutzimpfungen                                               | 0,8 %                           | 121                    | +8,9 %                  | 27                        |
| Schwangerschaft und Mutterschaft (ohne stationäre Entbindung) | 0,6 %                           | 97                     | +1,9 %                  | 21                        |
| Leistungsausgaben gesamt                                      |                                 | 14.519                 | +4,8 %                  | 3.214                     |

## Überblick
Die AOK Baden-Württemberg besteht aus 14 Bezirksdirektionen.

## Bezirksdirektionen der AOK Baden-Württemberg
Bodensee-Oberschwaben, Heilbronn-Franken, Hochrhein-Bodensee, Ludwigsburg-Rems-Murr, Mittlerer Oberrhein, Neckar-Alb, Neckar-Fils, Nordschwarzwald, Ostwürttemberg, Rhein-Neckar-Odenwald, Schwarzwald-Baar-Heuberg, Stuttgart-Böblingen, Südlicher Oberrhein, Ulm-Biberach

## Ausbildung bei der AOK Baden-Württemberg
Bei der AOK Baden-Württemberg ist die Ausbildung zum Sozialversicherungsfachangestellten mit Ausrichtung Krankenversicherung möglich. In der Regel dauert die Ausbildung drei Jahre. Die praktische Ausbildung erfolgt in Bereichen wie Privat- und Firmenkundenbetreuung, Gesundheitsförderung, Krankengeldmanagement usw. Im Bildungszentrum wird den Auszubildenden das Sozialversicherungsrecht gelehrt und die erfolgreiche Gesprächsführung mit Kunden trainiert. Sozialversicherungs- und Rechtslehre, Allgemeine Wirtschaftslehre, Rechnungswesen und Deutsch lernen die Auszubildenden in der Berufsschule.
Darüber hinaus gibt es auch weitere Aus- und Weiterbildungsmöglichkeiten, wie zum Beispiel Kaufleute für Dialogmarketing im Außendienst, DHBW-Studiengänge wie Soziale Arbeit im Gesundheitswesen und ein Studium zum AOK-Betriebswirt.

## Organisation und Leitung

### Selbstverwaltung der AOK Baden-Württemberg
Seit Bestehen des Sozialversicherungssystems gestaltet eine gemeinsame Selbstverwaltung von Versicherten und ihren Arbeitgebern die Politik der Sozialkassen. Bei den Krankenkassen geschieht das über gemeinsam gebildete Verwaltungsräte. In Sozialwahlen entscheiden Versicherte und Arbeitgeber alle sechs Jahre über ihre Vertreter in den Verwaltungsräten. Die AOKs unterliegen der Rechtsaufsicht der Länder, der AOK-Bundesverband derjenigen des Bundesministeriums für Gesundheit.

### Verwaltungsrat
Der Verwaltungsrat der AOK Baden-Württemberg hat 30 Mitglieder (15 Versicherten- und 15 Arbeitgebervertreter) und ist das höchste Beschlussorgan der AOK. Er hat weitreichende Kontroll- und Informationsrechte und bestimmt den sozial- und unternehmenspolitischen Kurs des Unternehmens. Seine Mitglieder wählen den Vorstand.
- Peer-Michael Dick (Gruppe der Arbeitgeber)
- Maren Diebel-Ebers (Gruppe der Versicherten)

### Bezirksrat
Neben dem Verwaltungsrat gibt es in jeder AOK-Bezirksdirektion einen Bezirksrat. Dieser vertritt die Interessen der Versicherten vor Ort und besteht ebenfalls aus jeweils bis zu 15 Vertretern der Versicherten und Vertretern der Arbeitgeber.

### Vorstand
Der Vorstand trifft eigenverantwortlich alle Entscheidungen, um die vom Verwaltungsrat gesetzten Grundsätze und Ziele umzusetzen. Anders als der Verwaltungsrat führt der Vorstand der AOK die Geschäfte hauptamtlich aus und vertritt die AOK nach außen. Er wird vom Verwaltungsrat für eine Amtszeit von sechs Jahren gewählt.
- Johannes Bauernfeind (Vorstandsvorsitzender)
- Alexander Stütz (stv. Vorstandsvorsitzender)
- Gordana Marsic (Mitglied des Vorstandes)